# شاهد 216
مروحية شاهد 216 هي مروحية هجومية إيرانية الصنع والتي تنتمي لعائلة مروحيات شاهد ولها القدرة على  تنفيذ عمليات عسكرية مثل الاستطلاع المسلح، وكذلك حماية المروحيات الخاصة بنقل الجُند بالإضافة إلى أداء مهمات في أكثر الظروف المناخية صعوبةً على الأرض والبحر ليلاً ونهاراً. 

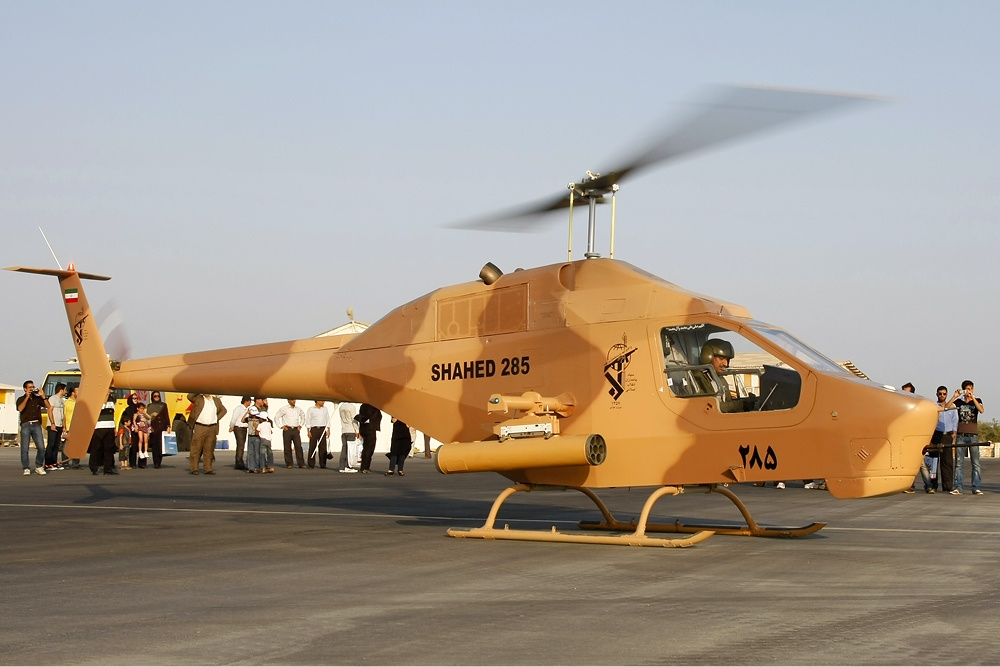
مروحية شاهد 285 الإيرانية، والتي تنتمي لعائلة مروحيات شاهد

## خصائص المروحية
تزن مروحية شاهد 216 5 أطنان وتَستَخدم محركين بقوة 4 آلاف حصاناً، وان نظام نقل قوة الحركة في هذه المروحية هو من نوع (علبة التروس) ذات المرحلتين.. ويبلغ طول هذه المروحية 18,72م وعرضها متراً واحداً وارتفاعها نحو 2.4 امتار. ولها القدرة على التحليق المستمر لفترة 2.5 ساعة وبطاقم يتألف من طيارين. وتبلغ سرعة المروحية 270 كيلومتر/ساعة وتستطيع قطع مسافة 550 كيلومتر كحد اقصى، كما وتستطيع التحليق على ارتفاع 6200 متر عن سطح الأرض. وتبلغ سرعة التحليق لهذه المروحية نحو 6.3 متر في الثانية الواحدة. هذا ولها القدرة على التحليق ليلاً بالاستفادة من أنظمة الرؤية الليلية وهي مجهزة بأنظمة الحروب الالكترونية ومواجهة الصواريخ المجهزة بالأشعة تحت الحمراء.
استخدمت أربعة صفائح من مواد الكومبوزيت في صناعة هذه المروحية.

## معلومات سريعة
| الاسم          | شاهد 216                                                                |
| البلد المصنع   | إيران                                                                   |
| المُستَخدِم       | الجيش الإيراني- الحرس الثوري الإيراني                                   |
| الشركة المصنعة | HESA                                                                    |
| الطول          | 18,72متر                                                                |
| العرض          | 1 متر                                                                   |
| الارتفاع       | 2.4 متر                                                                 |
| الوزن فارغة    | 5 طن                                                                    |
| طاقم           | 2                                                                       |
| المحرك         | 2                                                                       |
| قوة المحركات   | 4 آلاف حصان                                                             |
| التسليح        | مدفع رشاش من عيار 20 ملم/ قذائف من عيار 70 ملم/ صواريخ من طراز سديد 361 |
| سقف الخدمة     | 6200 متر                                                                |
| مدة التحليق    | 2.5 ساعة                                                                |
| سرعة التحليق   | 6.3 متر في الثانية                                                      |